# Thomas Cup 1970
La Thomas Cup de 1970 fue la octava edición de la Thomas Cup; la competición de bádminton por equipos varoniles más importante del Mundo. Las rondas finales se jugaron en Kuala Lumpur, Malasia.
Indonesia ganó su cuarto título después de batir a Malasia en la Ronda Final.

## Equipos
25 equipos participaron en la competición, divididos en 4 zonas; 3 países por la zona de Australasia, 8 por la zona Asiática, 9 por la zona Europea y 5 por la zona Americana. Malasia, por ser el campeón defensor del título, no jugó en la ronda clasificatoria, sino hasta la ronda de inter-zonas.

## Resumen de la primera ronda: zona clasificatoria

### Zona de Australasia

#### Primera fase
| Nueva Zelanda | 8–1 | Australia | Melbourne, Australia |
| Singapur      | bye |           |                      |

#### Fase final
| Nueva Zelanda | 7–2 | Singapur | Christchurch, Nueva Zelanda |

### Zona Asiática

#### Primera fase
| Japón     | 9–0 | Hong Kong | Hong Kong          |
| Tailandia | 9–0 | Pakistán  | Bangkok, Tailandia |

| Tailandia | 9–0 | Ceilán | Colombo, Ceilán |
| Indonesia | 7–2 | India  | Jaipur, India   |

| Indonesia | 6–3 | Tailandia | Bangkok, Tailandia |

#### Fase final
| Indonesia | 5–4 | Japón | Kyoto, Japón |

### Zona Europea

#### Primera fase
| Irlanda    | 5–4 | Netherlands | Ballymena, Irlanda del Norte |
| Suecia     | 7–2 | Escocia     | Gothenburg, Suecia           |
| Inglaterra | 7–2 | FR Alemania | Bracknell, Inglaterra        |
| Noruega    | bye |             |                              |

#### Segunda fase
| Suecia     | 9–0 | Irlanda | Ballymena, Irlanda del Norte |
| Inglaterra | 9–0 | Noruega | Wells, Inglaterra            |

#### Tercera fase
| Suecia    | 7–2 | Sudáfrica  | Haarlem, Netherlands  |
| Dinamarca | 6–3 | Inglaterra | Blackburn, Inglaterra |

#### Fase final
| Dinamarca | 8–1 | Suecia | Copenhague, Dinamarca |

### Zona Americana

#### Primera fase
| Estados Unidos | 8–1 | Perú | Lima, Perú |
| México         | bye |      |            |
| Canadá         | bye |      |            |
| Jamaica        | bye |      |            |

#### Segunda fase
| Estados Unidos | 7–2 | México  | San Diego, Estados Unidos |
| Canadá         | WO  | Jamaica |                           |

#### Fase final
| Canadá | 6–3 | Estados Unidos | Calgary, Canadá |

Nueva Zelanda, liderada por los hermanos Richard y Bryan Purser, ganó por primera vez la zona de Australasia, al derrotar a Australia (8-1) y a Singapur (7-2). Dinamarca una vez más mostró su supremacía en la zona Europea, donde su rival más peligroso fue Inglaterra y al cual venció 6-3, gracias en gran parte a las tres victorias de Svend Andersen (Pri). En la zona Americana, tres victorias de Jamie Paulson le dieron a Canadá su primera victoria en la historia de esta competición sobre los Estados Unidos (6-3).
El mayor dramatismo se dio en la zona Asiática, donde Indonesia tuvo que competir por recuperar el título que había perdido por decisión oficial en el torneo anterior. Primero, Indonesia derrotó a la India (7-2) y después enfrentó a Tailandia, en Bangkok, donde estando arriba tres partidos por dos, decidió retirar a su jugador (Muljadi) de la cancha, alegando haber sido favorecido el equipo local. Y aunque Tailandia había sido inicialmente declarada ganadora del enfrentamiento (6-3), más tarde, la IBF decidió darle entrada a la protesta de Indonesia y ordenó que se jugasen los tres partidos restantes en Japón. Tailandia no aceptó el fallo y no se presentó, así que la IBF le dio la victoria a Indonesia (6-3). En la fase final, Indonesia enfrentó a uno de los mejores equipos japoneses de la historia, mismo que incluía a Ippei Kojima, Masao Akiyama, y Junji Honma. Al final, la victoria fue para Indonesia, con un apretado 5-4, en gran parte gracias a las cuatro victorias de Rudy Hartono.

## Resumen de la segunda ronda: Inter-zonas
Antes de este torneo, el campeón defensor estaba eximido de jugar en las dos primeras rondas y solamente tenía que defender el título en la Ronda de Reto o Challenge Round ante el equipo ganador de la ronda de Inter-zonas. A partir de este torneo, el campeón defensor tenía que defender su título a partir de la ronda de Inter-zonas. De esta forma, Malasia inició su defensa en la ronda de Inter-zonas; obtuvo pase (bye) en la primera fase, para después enfrentar en Kuala Lumpur a Dinamarca, quien no contó con dos de sus figuras, el veterano Erland Kops, quien no quiso volver a participar en la Thomas Cup, a raíz de la decisión de la IBF (BWF) de darle entrada a la protesta de Indonesia contra Tailandia, siendo que el campeonato anterior, la misma entidad le había rechazado a Dinamarca una protesta similar contra Indonesia. Asimismo, por razones desconocidas, Svend Andersen (Pri), no acudió a la segunda ronda del torneo. No obstante, Malasia enfrentó a un equipo danés que no se vio tan afectado por el clima como en años anteriores. El talentoso Elo Hansen jugó como número uno para Dinamarca y sorprendió venciendo tanto a Tan Aik Huang como a Punch Gunalan en singles, mientras que el veterano Henning Borch derrotó a Abdul Rahman en el tercer singles. Sin embargo, Malasia salvó el enfrentamiento al ganar tres de los cuatro partidos de dobles y vencer al número dos danés, en dos ocasiones, logrando un marcador global de 5-4.
Por su parte, Indonesia, quien apenas había sobrevivido las eliminatorias de la zona Asiática, avanzó fácilmente derrotando primero al ganador de la zona de Australasia, Nueva Zelanda, sin haber perdido algún juego o set. Después derrotó a Canadá, el ganador de la zona Americana, por el mismo marcador (9-0). En los cuatro partidos de singles que los canadienses Jamie Paulson y Wayne Macdonnell jugaron contra los indonesios Rudy Hartono y Muljadi, solamente pudieron hacer 21 puntos en total.

### Primera fase
| Indonesia | 9–0 | Nueva Zelanda |
| Canadá    | bye |               |
| Malasia   | bye |               |
| Dinamarca | bye |               |

### Segunda fase
| Indonesia | 9–0 | Canadá    |
| Malasia   | 5–4 | Dinamarca |

## Resumen de la ronda final
La dificultad que mostró Malasia para vencer en suelo propio a Dinamarca, de alguna forma presagiaba que le iba a ser difícil derrotar a Indonesia en la final; sin embargo, la relativa facilidad con la que Indonesia conquistó el título, sigue sorprendiendo a varios. De entrada, Indonesia ganó cinco de los primeros seis partidos, incluidos los cuatro juegos de singles entre los número uno y dos de cada equipo. Una explicación es que Punch Gunalan, el mejor jugador de Malasia, relativamente sin experiencia en la Thomas Cup, hubiera sido traicionado por sus nervios; sobre todo, en su derrota contra el veterano Muljadi. Y, aunque Punch Gunalan logró llevar a tres sets su partido contra Rudy Hartono, el quinto juego de la serie, también lo terminó perdiendo. Finalmente, logró ganar un partido de dobles de pareja de Ng Boon Bee, pero, dichos resultados no fueron suficientes e Indonesia recuperó el título, al ganar la serie por un marcador final de 7–2. Siendo esta edición de la Thomas Cup, una de las pocas ocasiones en que el equipo ganador tiene más dificultades por calificar a la final, que para ganar dicha final del torneo. Resta añadir que, en la ronda final, Rudy Hartono ganó sus cuatro juegos.

## Ronda final
| Indonesia 7 | Kuala Lumpur, Malasia Del 5 al 6 de junio de 1970 | Kuala Lumpur, Malasia Del 5 al 6 de junio de 1970 | Malasia 2 |

| 1970 Thomas Cup - Campeón |
| ------------------------- |
| Indonesia Cuarto título   |